# Läraregatan
Läraregatan är en gata i stadsdelen Lorensberg i Göteborg. Den är cirka 250 meter lång och sträcker sig från Viktor Rydbergsgatan till Aschebergsgatan.
Gatan fick sitt namn år 1914 efter sitt läge vid Latinläroverket, nuvarande Hvitfeldtska gymnasiet, och Göteborgs handelsinstitut.